# Jerry Burns
 (mars 2020).
Si vous disposez d'ouvrages ou d'articles de référence ou si vous connaissez des sites web de qualité traitant du thème abordé ici, merci de compléter l'article en donnant les références utiles à sa vérifiabilité et en les liant à la section « Notes et références ».
Pour les articles homonymes, voir Burns.
Jerome Monahan Burns (né le 24 janvier 1927 à Détroit et mort le 12 mai 2021 à Eden Prairie) est un joueur et entraîneur américain de football américain, de baseball et de basket-ball. Surtout connu pour sa carrière dans le football, il a notamment entraîné les Vikings du Minnesota pendant vingt-quatre saisons dont cinq comme entraîneur principal.

## Carrière

### Débuts comme entraîneur et premiers postes importants en NCAA
Burns suit des études à l'université du Michigan et évolue comme quarterback dans l'équipe des Wolverines. Après la fin de son cursus, il se tourne vers le poste d'entraîneur et dirige l'équipe de baseball de l'université d'Hawaï à Mānoa et prend un poste d'adjoint au sein de l'équipe de football américain en 1951. L'année suivante, il s'engage avec le Whittier College pour entraîner l'équipe de basket-ball, gardant également un pied en football, devenant aussi adjoint de cette section. Burn décroche son premier poste d'entraîneur général au niveau lycéen, au sein de la St. Mary's of Redford High School, un établissement catholique de Détroit. Remarqué par l'entraîneur des Hawkeyes de l'Iowa, Forest Evashevski, Burn revient en NCAA comme adjoint chez les Hawkeyes. Le natif de Détroit occupe cette place pendant sept ans avant de succéder à Evashevski comme entraîneur principal. 
Cependant, la période dorée de l'université de l'Iowa s'arrête brusquement avec ce changement. L'équipe réalise un triste score de 5-4 alors qu'elle était classée numéro un national au tout-début de la saison 1961. Malgré quelques victoires face à de redoutables adversaires, la section enchaîne trois saisons plus que compliquées et Burns manque de perdre son poste. Il retrouve tout de même le chemin de l'université en 1965 mais les Hawkeyes poste un terrible 1-9 entraînant la fin du parcours de Jerry Burns comme entraîneur. 

### Parcours en NFL
Il atterrit chez les Packers de Green Bay en 1966 comme assistant et remporte les deux premiers Super Bowl de l'histoire. Au bout du deuxième sacre, il est amené chez les Vikings du Minnesota par Bud Grant, en faisant son coordinateur offensif. Le choix se révèle payant car Burns connaît douze fois les play-offs en dix-huit saisons comme coordinateur et a l'occasion de disputer quatre autres Super Bowl sans pour autant en remporter un de plus. 
Après le départ définitif de Grant des Vikings, Burns est désigné entraîneur principal de la franchise du Minnesota. Malgré un bon 9-7 lors de sa première année en violet, il ne parvient pas à qualifier son équipe pour la suite du championnat. Cependant, il y arrive lors des trois années suivantes, échouant à un match du Super Bowl en 1987 face aux Redskins de Washington. En 1991, il prend sa retraite après une saison moyenne s'achevant par un 8-8. 